# コジュケイ
コジュケイ（小綬鶏、Bambusicola thoracicus）は、鳥綱キジ目キジ科コジュケイ属に分類される鳥類。

## 分布
B. t. thoracicus　コジュケイ
中華人民共和国南部
日本（本州＜北陸地方以北を除く＞、四国、九州）に移入・定着
B. t. sonorivox　テッケイ
台湾
日本（神戸市周辺）に移入・定着

## 形態
全長は27センチメートル。和名はジュケイに似ているが、より小型であることに由来する。額から眼上部にかけて灰色の眉状の筋模様（眉斑）が入る。背に暗褐色や灰色の虫食い状の斑紋が入る。下面の羽衣は黄褐色で、胸部に赤褐色の斑紋が入る。尾羽は濃赤褐色。
虹彩は灰褐色。嘴は黒い。後肢は暗灰黄色。
卵は長径3.5センチメートル、短径2.6センチメートル。
B. t. thoracicus　コジュケイ
前頸から胸部にかけての羽衣は灰色。喉から頬、頸部側面の羽衣が赤褐色。背の羽衣が暗黄色。
B. t. sonorivox　テッケイ
顔から前頸にかけての羽衣は灰色。喉の羽衣が赤褐色。背の羽衣が赤褐色。

## 分類
- Bambusicola thoracicus thoracicus　(Temminck, 1815)　コジュケイ
- Bambusicola thoracicus sonorivox　Gould　タイワンコジュケイ、テッケイ

## 生態
基亜種は標高1,000メートル以下、亜種テッケイは標高300-1,200メートルの草原、森林、竹林、農耕地などに生息する。秋季から翌年の春季にかけて小規模な群れを形成する。
食性は雑食で、種子、果実、小型の節足動物、などを食べる。
繁殖形態は卵生。年に2回繁殖する。4-6月で地面の窪みに枯れ草を敷いた巣に、7-8個の卵を産む。メスのみが抱卵し、抱卵期間は17-19日。雛は孵化直後に巣立つ。雌雄共に育雛を行う。生後1年で成熟する。

## 人間との関係
日本にはペットとして台湾種テッケイ（台湾語：tek-ke/竹雞）が移入された。狩猟用に基亜種が1919年に東京都や神奈川県で（1915年には既に脱走していたとされる）、亜種テッケイが1933年に埼玉県や兵庫県で放鳥された。身体に似合わぬ大きな声で鳴き、それが「チョットコイ、チョットコイ」と聞こえることから、「警官鳥」と俗称されることがあった。近年は住宅地にも現れ、夜明け頃から鳴きだすため、特有の大音量の鳴き声が目覚めの害となり嫌悪され、害鳥扱いになる場合がある。
ちなみに狩猟は山にコジュケイを放し中で撃つ遊びをこの際は指す。

## 画像

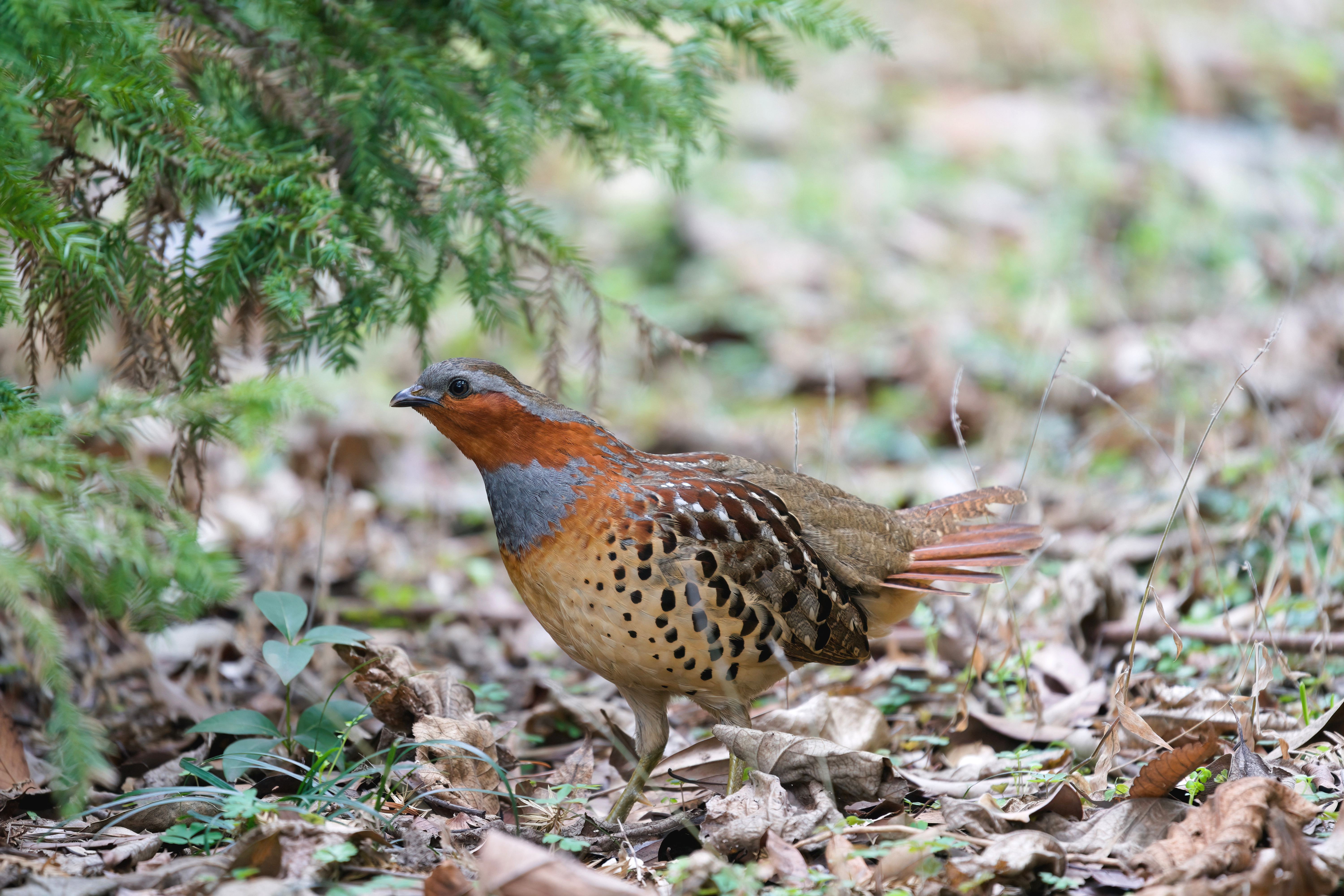
武漢の野生個体
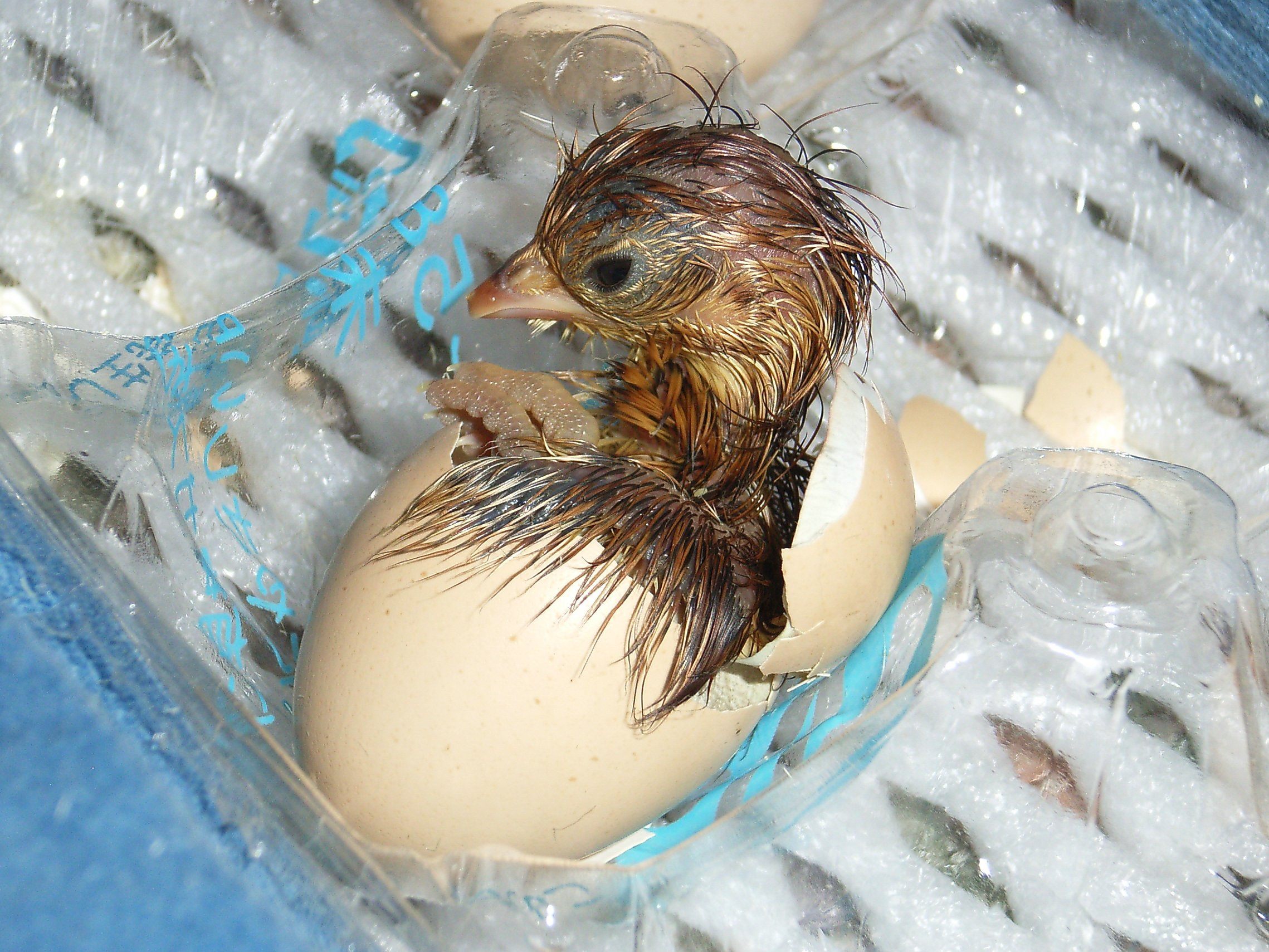
孵化した雛
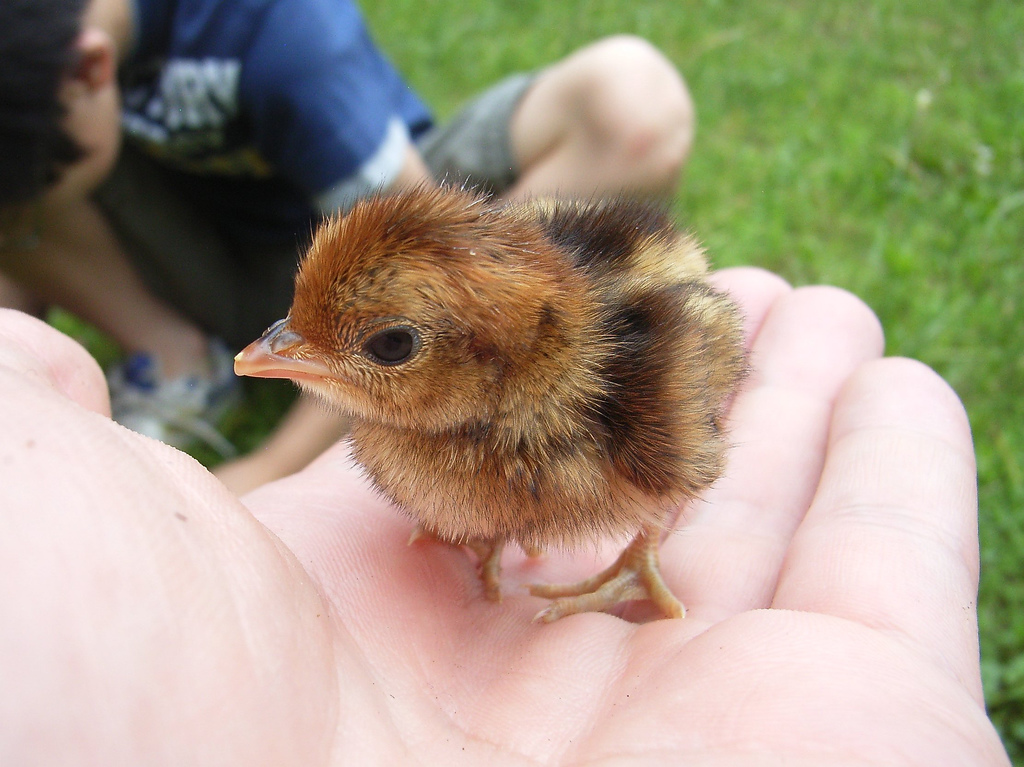
雛